# Nine Million Bicycles
A Nine Million Bicycles egy dal, melyet Mike Batt írt Katie Melua, grúz származású brit énekesnő második albumára, a Piece by Piece-re. 2005 szeptemberében adták ki, ez volt az album első kislemeze, és elérte az ötödik helyet az egyesült királysági slágerlistán, így Melua először került be a top ötbe, mint szóló előadó. (Előzőleg közreműködött A Band Aid 20 2004-es jótékonysági kislemezen, a Do They Know It's Christmas-en, mely number-one lett.) Az Év Dala díj döntőjében végül nem ez, hanem a Your Raise Me Up a Westlife-tól nyert.

## A dalról
Melua szerint a dal ihletése akkor jött, mikor tolmácsa Pekingben végigvezette őt és menedzserét, Mike Battet a városon. A tolmács többek közt azt is elmondta, hogy állítólag a városban kilencmillió kerékpár van. Batt írt egy dalt, mely a Nine Million Bicycles címen alapszik, miután két héttel később visszatért Angliába. Ez a dal egyike volt azoknak, amiket a legkésőbb vettek föl a Piece by Piece albumra. Adrien Brett, aki népi furulyán játszott Batt 1978-as albumán, a Cavarans-on, közreműködött a dalban; okarinát használtak a mély hangokhoz, és kínai bambuszfurulyát a magasakhoz.
Melua azt mondta, kedveli a dalt, "mert ez egy egyszerű határossága egy hétköznapi gondolatnak (Nine Million Bicycles – kilencmillió bicikli) egy fontos gondolat ellen (I will love you till I die – addig szeretni foglak, míg meghalok). Az indieLondon nevű honlap ezt a Piece by Piece "fontos mozzanatának" nevezte, és így írta le: "őszintén édes … A furulya kanyargó sípszója, mely útját összefonja végig, kínai érzést kölcsönöz a dalnak és eléggé csábítóvá teszi azt."
A kislemez videóklipjét Kevin Godley rendezte, Melua szerepel benne ahogy a földön húzzák különféle helyeken át, többek között rövid ideig láthatjuk a Summer Palace-t Pekingben, majd visszatér egy piknikre egy parkban barátaihoz.

## Singh tréfája
2005. szeptember 30-án a The Guardian újságban megjelent egy cikk, melyet Simon Singh fizikus írt, és melyben humorosan kijavítja a Nine Million Bicycles dalszövegét.
We are 12 billion light-years from the edge,
that's a guess – no one can ever say it's true,
but I know that I will always be with you.
(12 milliárd fényévre vagyunk az űr szegélyétől,
ez egy föltételezés – soha senki nem állíthatja, hogy igaz,
de tudom, veled leszek míg meghalok.)
Így szól az eredeti szöveg – Simon Singh "átjavított" változata azonban ez:
We are 13.7 billion light-years from the edge of the observable universe,
that's a good estimate with well-defined error bars,
Scientists say it's true, but acknowledge that it may be refined,
and with the available information, I predict that I will always be with you
(13,7 milliárd fényévre vagyunk a megfigyelhető univerzium szegélyétől,
ez egy jó becslés, pontosan megadott hibahatárokkal
a tudósok azt mondják, ez igaz, de elismerik, hogy tovább finomítható,
a rendelkezésre álló információk alapján, azt jósolom, mindig veled leszek.) 
Melua azt mondta, zavarba jött a hiba miatt a dalban, különösen mert tagja volt iskolájában a csillagászati klubnak.

## Dalok
1. Nine Million Bicycles (Mike Batt) – 3:15
2. Market Day in Guernica (Batt) – 4:02
3. Stardust (Hoagy Carmichael, Mitchell Parish) – 4:10

## Munkatársak
- Katie Melua – gitár, ének
- Chris Spedding – gitár
- Jim Cregan – gitár
- Mike Batt – zongora, karmester
- Jim Cregan – gitár
- Tim Harries – basszus
- Irish Film Orchestra – zenekar
- Michael Kruk – dobok
- Alan Smale – vezető
- Chris Spedding – gitár
- Henry Spinetti – dobok
- Adrian Brett – furulya
- Martin Ditchman, Chris Karan – ütősök
- Mike Darcy – hegedű
- Dominic Glover – trombita
- Producer: Mike Batt
- Mérnök: Steve Sale
- Intéző: Mike Batt